# Kwasi Owusu
Pour les articles homonymes, voir Owusu.
Kwasi Owusu, né le 7 novembre 1947 et mort le 30 mars 2020 à Sunyani (Ghana), est un footballeur international ghanéen.

## Biographie
Attaquant international ghanéen, Kwasi Owusu participe à la CAN 1970, inscrivant trois buts (deux buts contre le Congo-Kinshasa et un contre la Guinée), et terminant finaliste du tournoi.
Owusu joue ensuite les Jeux olympiques de 1972, où il dispute 2 matchs sur 3 (RDA et Colombie), sans inscrire de but et en étant éliminé au premier tour. Il dispute également les Jeux africains de 1973 au Nigeria. Enfin, il prend part à quatre matchs comptant pour les Tours préliminaires de la Coupe du monde 1974.
Kwasi Owusu inscrit un total de 36 buts en équipe du Ghana, ce qui fait de lui le deuxième meilleur buteur de l'équipe nationale au XXe siècle, derrière Edward Acquah.
En club, il joue avec l'équipe de Bofoakwa Tano.

## Palmarès
- Finaliste de la Coupe d'Afrique des nations 1970 avec l'équipe du Ghana